# Gare du Bugue
La gare du Bugue est une gare ferroviaire française de la ligne de Niversac à Agen, située sur le territoire de la commune du Bugue, dans le département de la Dordogne, en région Nouvelle-Aquitaine.
Elle est mise en service en 1863 par la Compagnie du chemin de fer de Paris à Orléans (PO). 
C'est une halte voyageurs de la Société nationale des chemins de fer français (SNCF) du réseau TER Nouvelle-Aquitaine, desservie par des trains express régionaux.

## Situation ferroviaire
Établie à 63 mètres d'altitude, la gare du Bugue est située au point kilométrique (PK) 548,542 de la ligne de Niversac à Agen, entre les gares des Eyzies et du Buisson.

## Histoire
La « station du Bugue » est mise en service le 3 août 1863 par la Compagnie du chemin de fer de Paris à Orléans (PO), lorsqu'elle ouvre à l'exploitation la ligne à voie unique de Niversac à Agen.
La recette annuelle de la station de « Le Bugue » est de 156 785 francs en 187, de 160 560 francs, de 141 113 francs en 1882 et de 140 239 francs en 1886.
En 2014, c'est une gare voyageurs d'intérêt local (catégorie C : moins de 100 000 voyageurs par an de 2010 à 2011), qui dispose d'un quai (voie unique), d'une longueur utile de 301 m.

## Fréquentation
La fréquentation de la gare est détaillée dans le tableau ci-dessous :
|           | 2015   | 2016   | 2017   | 2018   | 2019   | 2020  | 2021  | 2022   | 2023   |
| --------- | ------ | ------ | ------ | ------ | ------ | ----- | ----- | ------ | ------ |
| Voyageurs | 12 367 | 13 423 | 13 123 | 10 156 | 11 454 | 6 303 | 7 644 | 10 534 | 13 311 |

## Service des voyageurs

### Accueil
Halte SNCF c'est un point d'arrêt non géré (PANG) à entrée libre.

### Desserte
Le Bugue est une halte voyageurs du réseau TER Nouvelle-Aquitaine, desservie par des trains express régionaux de la relation Périgueux - Agen (ligne 48).

### Intermodalité
Le stationnement des véhicules est possible à proximité.

## Patrimoine ferroviaire
L'ancien bâtiment voyageurs d'origine est un bâtiment type à trois ouvertures de la compagnie du PO. Sur une base rectangulaire, il dispose d'un étage sous une toiture à deux pans avec des bordures en débord. C'est devenu une habitation privée.

## Galerie de photos

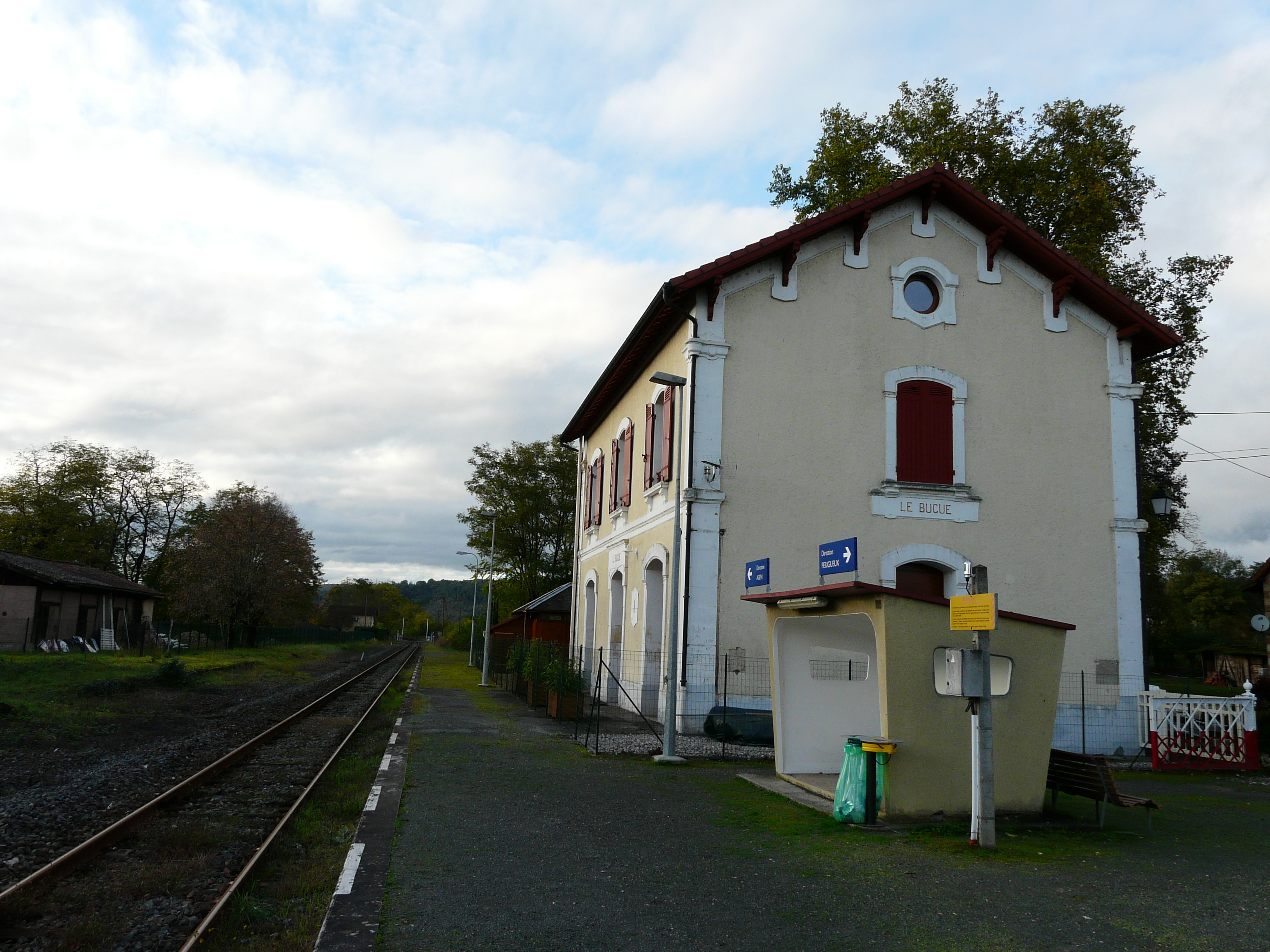
La voie en direction d'Agen.
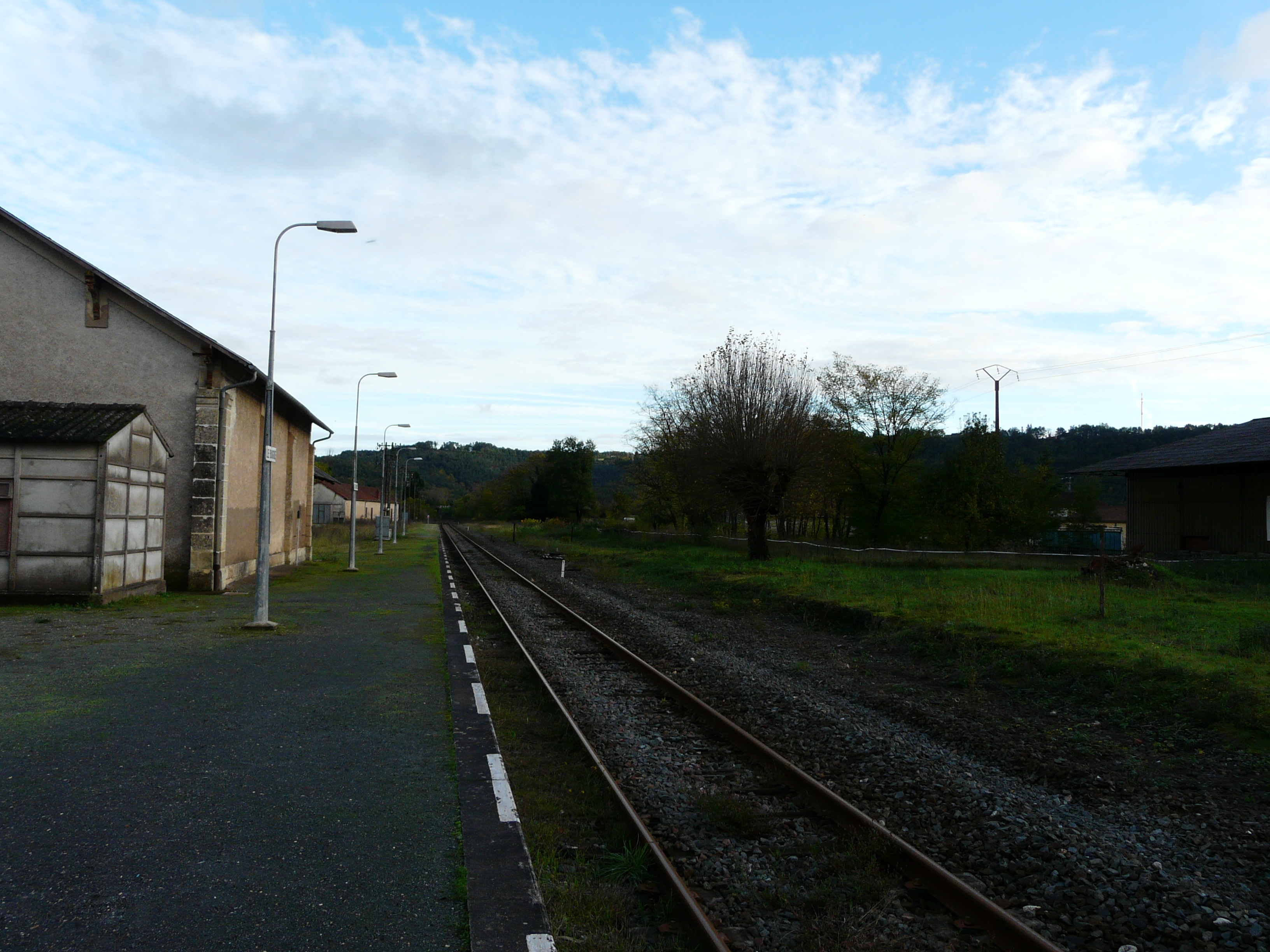
La voie en direction de Périgueux.